# Метаплазија
Метаплазија је реверзибилна замена једне врсте зрелих диференцираних ћелија у неком  ткиву органа другом врстом диференцираних зрелих ћелија. Метаплазија се обично јавља као одговор на хроничну иритацију ћелија, која може бити еколошка (нпр. пушење и алкохол) или патолошка (нпр. рефлукс желудачне киселине). Сама метаплазија је доброћудно (бенигно), неканцерозно стање; међутим, ако се не лечи, ћелије које пролазе кроз метаплазију могу постати диспластичне (атипичне по облику и величини), што на крају може довести до рака.

## Етиологија
Ћелије реагују на физиолошке или патолошке стимулусе прилагођавањем на неколико начина. Један од тих начина прилагођавања ћелија је метаплазија, доброћудна (бенигна) промена која се јавља као одговор на хронични хемијски или физички стимуланс, као што су  нпр. дим цигарете, желудачна киселина, прекомерни хормони). Они покрећу трансформацију у нову врсту ћелија метаплазијом, и тако замењују постојеће ћелије отпорнијим ћелијама која су боље прилагођене да се носе са повећаним стресом.. Ова промена није повољна за организам, јер чине да у ткиву може доћи и до промене у вршењу неких функција.
Тако настале специјализоване ћелије су већ диференциране и њих није могуће једноставно променити  у нову врсту ћелија ( ћелијска трансдиференцијација ), већ се то дешава под утицајем различитих цитокина, фактора раста и других супстанци из ћелијског окружења који мењају ток диференцијације недиференцираних ћелија, при чему се формирају нове зреле ћелије које замењују старе.

### Фактори ризика
Интестинална метаплазија може бити узрокована:
- инфекцијом Х. пилори,
- високим уносом соли,
- конзумирањем алкохола,
- хроничним рефлуксом киселине.

Метаплазија сквамозних ћелија респираторног тракта је типично изазвана токсинима из дима цигарета. 
Фактори ризика за метаплазију ендометријума укључују:
- гојазност,

- већа изложеност естрогену (нпр. рана менарха, касна менопауза);[4]

- исхрана богата животињским мастима,

- породична историја рака ендометријума, јајника и/или дебелог црева.

- хумани и папилома вирус је водећи узрок метаплазије грлића материце и углавном се преноси сексуалним контактом.

| Врсте метаплазија        | Опис |
| ------------------------ | --- |
| Интестинална метаплазија | Односи се на трансформацију ћелија локализованих у горњем делу дигестивног тракта, који укључује желудац и једњак. Некератинизовани сквамозни епител који типично покрива једњак трансформише се у нецилијарне колонасте епителне ћелије. Ово стање које је познато као Беретов једњак последица је гастроезофагеалне рефлуксне болести (ГЕРБ), која се јавља као резултат дејства желудачне киселине која се враћа уназад из желуца у једњак. Беретов једњак се може преокренути лечењем основног узрока ГЕРБ-а; међутим, ако стање потраје, ћелије једњака могу постати диспластичне. С друге стране, цревна метаплазија која се јавља у желуцу обично је повезана са бактеријском инфекцијом познатом као Хеликобактер пилори. Х. Ова бактерија може да утиче на заштитну улогу слузокоже желуца, дозвољавајући киселом садржају да иритира епителне ћелије испод желуца, што на крају доводи до метаплазије. |
| Сквамозна метаплазија    | Односи се на трансформацију зрелог, несквамозног епитела у слојевити сквамозни епител (епител дефинисан великим спљоштеним ћелијама са малим округлим централним језгром). Ово се може видети у различитим патолошким процесима, укључујући и респираторни тракт. Бронхијални дисајни пут је типично обложен псеудостратификованим стубастим епителом и може бити замењен плочастим епителним ћелијама као резултат хроничног удисања и упале дуванског дима. Поред тога, сквамозна метаплазија се може јавити у ендометријуму, који облаже материцу. Ендометријум се типично састоји од жлезданих ћелија обложених трепљастим стубастим епителом и пратећих мезенхимских ћелија (стромалних ћелија). Ћелије жлезде снабдевају хранљиве материје за имплантацију и зачеће фетуса, док стубасти епител обезбеђује место везивања за потенцијалне ембрионе. Хронични ендометритис (запаљење ендометријума), интраутерини улошци и траума могу довести до трансформације ћелија цилијарног стубастог епитела ендометријума у сквамозне ћелије. Аденокарцином, облик рака материце, такође може довести до сквамозне метаплазије. На крају, грлић материце, који је типично обложен стубастим епителом, може бити подвргнут сквамозној метаплазији. Чест узрок метаплазије грлића материце укључује дуготрајну инфекцију хуманим папилома вирусом (ХПВ). |

Све док је метаплазија фактор ризика за рак, то није рак. Ако метаплазија прође другу фазу трансформације, ћелије ће постати диспластичне. Диспластичне ћелије се сматрају преканцерозним типом ћелија и, ако се не лече, обично ће постати канцерогене.

## Терапија
Значај метаплазије је да се у неким подручјима метаплазије (због хроничне стимулације) чешће могу развити дисплазија и неоплазме. Да би се то спречило неопходно је уклонити стимулус који изазива метаплазију и контролисати промену, како би се што раније уочило да ли се тумор развије.
Како је метаплазија реверзибилна, кључни фактор за поништавање метаплазије је уклањање штетног стимулуса, као што је:
- престанак пушења у случају респираторне сквамозне метаплазије,

- давање антибиотика (нпр. амоксицилин, кларитромицин) код интестиналне метаплазије изазване инфекцијом Х.пилори.

- давање инхибитора протонске пумпе који смањују киселину (нпр. омепразол, есомепразол)

## Превенција
Превенција цервикалне метаплазије се спроводи путем ХПВ вакцине и рутинског скрининга путем Папа теста. 
Метаплазија ендометријума може бити асимптоматска и можда неће бити потребно лечити. У симптоматским случајевима када особа доживљава неплодност или дисменореју (болна менструација), може се применити хормонски третман укључујући агонисте гонадотропин-ослобађајућег хормона (ГнРХа), као што је леупролид ацетат.  